# Une gamine charmante
Pour les articles homonymes, voir The Patsy.
Pour plus de détails, voir Fiche technique et Distribution.
Une gamine charmante (The Patsy) est un film muet américain réalisé par King Vidor et sorti en 1928.

## Synopsis
Patricia "Patsy" Harrington est un peu timide face à sa mère et à sa sœur aînée Grace. Elle tente d'attirer l'attention d'un des prétendants de Grace, Tony Anderson. Suivant les conseils de Tony, elle lit un livre sur le développement de la personnalité. Pour montrer sa "personnalité" à Tony, elle fait des imitations de Pola Negri, Mae Murray ou Lillian Gish. Comme il reste indifférent, elle fait une fausse fugue avec un jeune homme pour rendre Tony jaloux, mais cela n'a pour conséquence que la colère de toute sa famille. Finalement, son père sortira de son apathie pour s'affirmer comme le vrai maître de maison, Patsy sera aimée de Tony et Grace portera son attention sur quelqu'un d'autre.

## Fiche technique
- Titre original : The Patsy

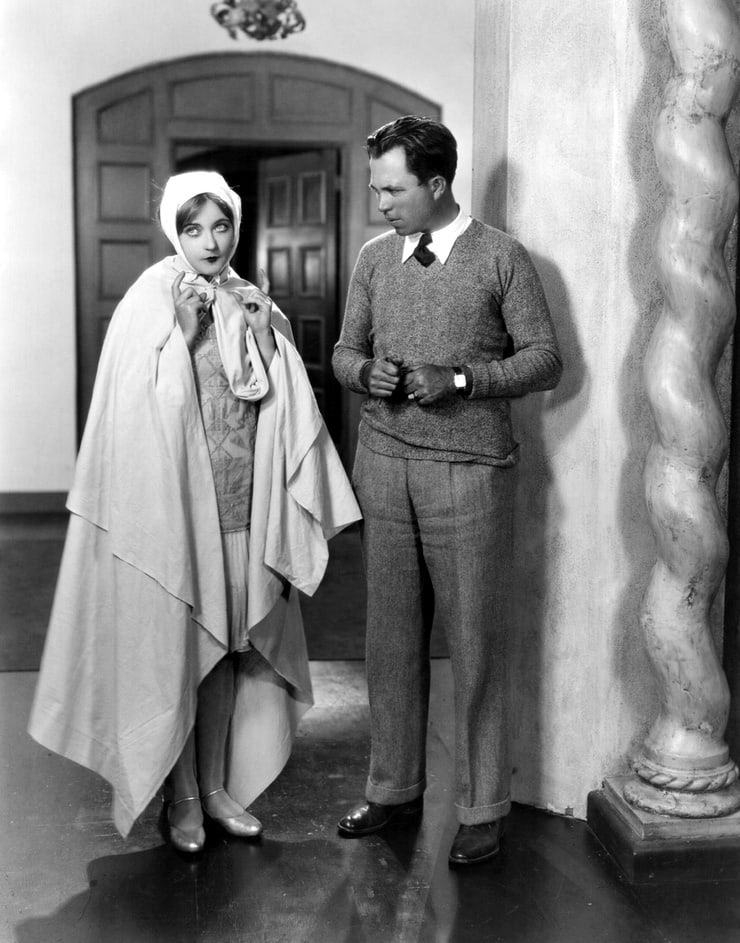
King Vidor et Marion Davies sur le plateau, Marion Davies imitant Lillian Gish.

- Titre français : Une gamine charmante
- Réalisation : King Vidor
- Scénario : Agnes Christine Johnston (en), d'après la pièce The Patsy de Barry Connors
- Intertitres : Ralph Spence
- Décors : Cedric Gibbons
- Costumes : Gilbert Clark
- Photographie : John F. Seitz
- Montage : Hugh Wynn
- Production : Irving Thalberg
- Société de production : Metro-Goldwyn-Mayer
- Société de distribution : Metro-Goldwyn-Mayer
- Pays d’origine :  États-Unis
- Langue : anglais
- Format : Noir et blanc - 35 mm - 1,37:1 -  film muet
- Genre : Comédie
- Durée : 64 minutes (8 bobines)
- Date de sortie :
  - États-Unis :10 mars 1928

## Distribution
- Marion Davies : Patricia Harrington
- Orville Caldwell : Tony Anderson
- Marie Dressler : "Ma" Harrington
- Dell Henderson : "Pa" Harrington
- Lawrence Gray : Billy
- Jane Winton : Grace Harrington